# Consulta sobre la recuperació de les vaquetes a Santpedor del 2022
La consulta sobre la recuperació de les vaquetes a Santpedor del 2022 va ser una consulta popular duta a terme per l'Ajuntament de Santpedor el 18 de setembre del 2022 arran d'una iniciativa popular dels partidaris de recuperar les vaquetes, en la que van recollir les signatures necessàries (més del 10% del cens). L'electorat eren els empadronats al municipi majors de setze anys empadronats i l'únic centre de votació era Cal Llovet.
Amb una participació del 43,4%, els contraris de la celebració taurina al municipi s'hi van imposar amb només quaranta-un vots de diferència.